# Isoaulactinia
Isoaulactinia is een geslacht van zeeanemonen uit de familie van de Actiniidae.

## Soorten
- Isoaulactinia hespervolita Daly, 2004
- Isoaulactinia stelloides (McMurrich, 1889)